# 洛克人與佛魯迪
《洛克人與佛魯迪》（日语：ロックマン&フォルテ，Rockman & Forte）是日本遊戲公司卡普空於1998年4月24日於超級任天堂、2002年8月10日於Game Boy Advance平台上發售的動作遊戲，為洛克人元祖系列的外傳作品之一。

## 概要
洛克人與佛魯迪繼在PlayStation及世嘉土星平台發售的《洛克人8》後，又重回與《洛克人7》相同的超級任天堂平台。據製作人稻船敬二表示，此舉是讓當時無法負擔次世代主機價格的入門玩家也能遊玩新一代的洛克人，因此本作與洛克人8十分接近，擁有相同的2D精靈圖及動畫風格，甚至包含了兩個來自洛克人8的頭目－「天狗人」和「星象人」。

## 特色
本作採用雙主角制，在遊戲的最初可以選擇使用洛克人或者佛魯迪。除了能力以外，雙方的劇情也會有部份的差異。關卡選擇的方式打破了過去的模式，採用樹狀圖的構成模式，分為前半與後半部份，玩家需要打倒一個前半的頭目和中間關卡才能開啟部份的後半關卡。遊戲中追加了特殊的道具CD，分散在各個關卡中，共有100枚，在取得之後能夠開啟相對應的角色圖鑑資料。

## 故事及人物
與洛克人的戰鬥失敗而失蹤的威利博士，為了實現自己的野心而建造新的研究基地，卻被自稱「國王」（King）的機器人佔領。他搶走威利製造的基地並從博物館開始偷機器人的數據，編成了自己的軍團企圖征服世界，更派出六台機器人作亂，分別為「發電人」、「寒冰人」、「大地人」、「海盜人」、「燃燒人」及「魔術人」（另外曾在8代登場的「天狗人」及「星象人」在本作中再次登場），而威利博士狼狽地逃出求助於萊特博士，於是洛克人和佛魯迪暫時停戰，合作調查事件真相。

## 外部連結
- 洛克人系列官方網站 （页面存档备份，存于）（日語）
- 洛克人系列官方網站 （页面存档备份，存于）（英文）